# Kiziljurt
Kiziljurt, (orosz nyelven: Кизилюрт; kumik nyelven: Чир-юрт / Къызылюрт; avar nyelven: Чирюрт) város Oroszországban, a Dagesztáni Köztársaságban, a Szulak folyó mellett. Népessége: 32 988 (2010-es népszámlálás).

## Fekvése
Mahacskala városától mintegy 53 km-re északkeletre fekszik. 

## Története
1963-ban kapta meg a városi rangot.

## Fordítás
- Ez a szócikk részben vagy egészben  a   Kizilyurt című angol Wikipédia-szócikk ezen változatának fordításán alapul.  Az eredeti cikk szerkesztőit annak laptörténete sorolja fel. Ez a jelzés csupán a megfogalmazás eredetét és a szerzői jogokat jelzi, nem szolgál a cikkben szereplő információk forrásmegjelöléseként.